# تفشي التيفوئيد في بورنموث عام 1936
تفشي التيفوئيد في بورنموث (بالإنجليزية: Bournemouth typhoid outbreak of 1936)‏ كان تفشي للتيفوئيد عام 1936 في الساحل الجنوبي في بورنموث في إنجلترا، وهو مكان تقليدي لقضاء العطلات.

## الاسباب
حدث ذلك خلال شهري أغسطس وسبتمبر. تم تعقب الحالات الأولى إلى الحليب الخام من منتجات الألبان التي توفرها مزرعة تشرب أبقارها مياه من نهر ملوث بمياه الصرف الصحي من كوخ كان يعيش فيه شخص مصاب بحمى التيفوئيد.

## الإصابات
أصيب 718 شخص بالعدوى، بما في ذلك 200 زائر و518 مقيم.

## انظر ايضا
- تفشي الجدري في المملكة المتحدة عام 1966
- وباء الجدري في أيسلندا 1707–1709